# Arbnor Muçolli
Arbnor Muçolli, född 15 september 1999 i Fredericia, är en dansk-albansk fotbollsspelare som spelar för IFK Göteborg. Han representerar även det albanska landslaget. Hans bror Agon Muçolli är också fotbollsspelare.